# Paracaroides janineae
Paracaroides janineae là một loài bướm đêm trong họ Noctuidae.